# Jacques Limouzy
Jacques Limouzy, né le 29 août 1926 à Castres (Tarn) où il est mort le 7 novembre 2021, est un homme politique français.
Ministre (par équivalence) et membre quatre gouvernements sous les présidences de Georges Pompidou et Valéry Giscard d'Estaing, il est également député du Tarn et maire de Castres à deux reprises, ainsi que Président de l'intercommunalité Castres-Mazamet (District puis Communauté d'Agglomération).

## Biographie

### Premières années
Jacques Limouzy est le fils de Louis Limouzy (1892-1984), comptable, et de Germaine Limouzy (1894-2001). Il effectue ses études primaires à l'Institution Saint-Joseph, ses études secondaires au Collège Saint-Joseph de Castres, puis au Lycée Jean-Jaurès de Castres.

### Formation et carrière administrative
Il effectue des études de droit à la faculté de Toulouse. Licencié en droit, puis titulaire du CAPA (certificat d'aptitude à la profession d'avocat), il devient inspecteur de l’enregistrement à Puylaurens. Ensuite, il entre à l’ENA en 1956 (promotion 18-Juin), dont il est diplômé en 1958. Il commence sa carrière comme chef de cabinet du préfet de l'Aurès (Algérie) en 1958-1959, puis devient directeur du cabinet du préfet du Doubs en 1959, puis du préfet de la Somme en 1960. En 1964, il devient Sous-Préfet, chargé des affaires économiques de la région Picarde.

### Carrière politique
Jacques Limouzy commence une carrière politique comme chargé de mission au cabinet du ministre de l'Intérieur Roger Frey en 1966. Ensuite, il est Ministre (par équivalence) étant secrétaire d'état auprès du Premier Ministre, chargé des relations avec le parlement, de mars 1978 à mai 1981 ; auparavant secrétaire d'état auprès du ministre de l'éducation-nationale, d'avril 1973 à mars 1974 puis de mars 1974 à mai 1974 ; Ministre (par équivalence) étant secrétaire d'état auprès du premier ministre, chargé des relations avec le parlement, de juin 1969 à juillet 1972. Élu député du Tarn de 1967 à 2002. Il succède à Lucien Coudert en qualité de maire de Castres, occupant le poste de mars 1971 à mars 1977 puis de mars 1989 à juin 1995. Il est Président de l'intercommunalité Castres-Mazamet (dont il est cofondateur) de février 1993 à juillet 1995 puis d'avril 2001 à avril 2008 (District puis Communauté d'Agglomération). Enfin il est aussi conseiller général (conseiller départemental) du Tarn de mars 1970 à mars 1988.
En 1973, Jacques Limouzy fonde le parc naturel régional du Haut-Languedoc avec Raoul Bayou (alors Député socialiste de la 5e circonscription de l'Hérault) et avec le travail préparatoire de François Hüe (ornithologue), Président de la Fédération française des sociétés de protection de la nature, pour fédérer 15 communes de l'Hérault et du Tarn.
Jacques Limouzy meurt à Castres à l'âge de 95 ans, où il est hospitalisé (au centre hospitalier intercommunal Castres-Mazamet, Hôpital du Pays d'Autan) depuis quelques jours à la suite d'un accident cardiaque, le 7 novembre 2021,. Il est inhumé au cimetière Saint-Roch de Castres. En 2025, afin de lui rendre hommage, l'ancienne rue Gambetta, situé en centre-ville de Castres, est rebaptisée "Rue Jacques Limouzy"

## Fonctions gouvernementales
- Ministre (par équivalence) étant secrétaire d'état auprès du premier ministre, chargé des relations avec le Parlement du gouvernement Jacques Chaban-Delmas (du 20 juin 1969 au 5 juillet 1972)
- Secrétaire d'État auprès du ministre de l'éducation-nationale du gouvernement Pierre Messmer (2) (du 5 avril 1973 au 1er mars 1974)
- Secrétaire d'État auprès du ministre de l'éducation-nationale du gouvernement Pierre Messmer (3) (du 1er mars 1974 au 27 mai 1974)
- Ministre (par équivalence) étant secrétaire d’état auprès du premier ministre, chargé des relations avec le parlement du gouvernement Raymond Barre (3) (du 6 avril 1978 au 22 mai 1981)

## Mandats électifs
- Député (Union pour la défense de la République, puis Union des démocrates pour la République, puis RPR) du Tarn (1967, 1968, 1973, 1978, 1986, 1988, 1993, 1997, 2002)
- Maire de Castres (1971-1977 et 1989-1995)
- Conseiller municipal de Castres (2001-2008)
- Conseiller général (conseiller départemental) du Tarn - canton de Castres-Nord (1970-1988)
- Président du District Castres-Mazamet (1993-1995) - intercommunalité
- Président de la Communauté d'Agglomération de Castres-Mazamet (2001-2008) - intercommunalité

## Décorations
Jacques Limouzy est titulaire des ordres suivants :
- Officier de la Légion d'honneur (13 juillet 2012). Chevalier au 7 novembre 2003.
- Commandeur de l'ordre des Palmes académiques
- Grand officier de l'ordre de la Maison d'Orange-Nassau (Pays-Bas).
- Officier de l'ordre de la Couronne (Belgique).
- Officier de l'ordre du Mérite (Sénégal).

## Publications
Jacques Limouzy publie les œuvres suivantes :
- Rapport de la commission d'enquête sur l'utilisation des fonds publics alloués aux entreprises privées ou publiques de construction aéronautique, Imprimerie de l'Assemblée nationale, 1977
- La révolte des illettrés : désastres et tribulations des pédagogies nouvelles, France-Empire, 1984
- Cinquante et un sur mille autres (discours), Stap, 1989
- Le bélier bleu (lettres à mon oncle, 1995-1998), Stap, 1998
- La nature du temps, Privat, 2003
- L'âne rouge (lettre à mon oncle, 1998-2008), Stap, 2008
- Homo Sapiens Numericus : sur une nouvelle préhistoire, Privat, 2012
- La Nation française : de Clodion le Chevelu à François Hollande, Privat, 2016